# 红军建军二十周年奖章
红军建军二十周年奖章（俄语：Юбилейная медаль «XX лет Рабоче-Крестьянской Красной Армии»）是苏联最高苏维埃主席团于1938年1月24日颁布法令设立的国家纪念章。以此纪念工农红军、红海军建立20周年。

## 颁授情况
红军建军二十周年奖章授予截止1938年2月23日（红军日），在工农红军、红海军服役20年的各级指挥官；授予在内战期间和为祖国自由独立而在工农红军、红海军中战斗且获得过荣誉的战士；内战期间优秀服役的红旗勋章获得者。
1917至1921年间，在赤卫队和红色游击队的作战单位及支队，同苏维埃政权的敌人作战也被算入工农红军的服役时间。
工农红军建立二十周年纪念奖章佩戴在左胸，当存在其他苏联勋章奖章时，应配戴在开发西西伯利亚地下矿藏和发展石油天然气综合体奖章之后，苏维埃陆军海军三十周年奖章之前。。

## 奖章制式

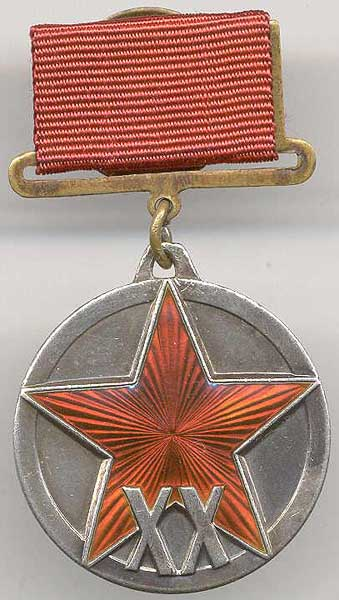
红军建军二十周年奖章1938至1943年间的原始版

红军建军二十周年奖章有着32毫米直径的氧化磨砂银质圆形章体，环绕有2.5毫米抛光边缘，正面图案是红色珐琅五角星和8毫米高的突出XX（罗马数字20）字样，背面是身着冬装持步枪射击的红军战士形象和年号1918-1938。早期的红军建军二十周年奖章章体上方连接裹有红色绶带的方形上挂，1943年后，换发为五边形上挂并配有24毫米宽银灰色底两端为2毫米宽红色的丝绸绶带，同时配发略章。

## 部分获奖者
自1938年1月至1940年12月底，共有32,127人获得了此奖章。
- 全联盟共产党中央委员会总书记约瑟夫·维萨里奥诺维奇·斯大林
- 苏联元帅、国防部长克利缅特·叶夫列莫维奇·伏罗希洛夫
- 海军元帅尼古拉·格拉西莫维奇·库兹涅佐夫
- 苏联元帅亚历山大·伊里奇·叶戈罗夫
- 苏联元帅安德烈·伊万诺维奇·叶廖缅科
- 上将上将雅科夫·提莫费耶维奇·切列维琴科（英语：Yakov Cherevichenko）
- 海军上将列夫·米哈伊洛维奇·加列尔
- 空军主帅费多尔·雅科夫列维奇·法拉列耶夫（英语：Fedor Falaleyev）
- 上将瓦雷里安·亚历山德罗维奇·弗罗洛夫（英语：Valerian A. Frolov）
- 中将尼古拉·帕夫洛维奇·西蒙尼亚克（英语：Nikolai Simoniak）
- 中将尼古拉·尼古拉耶维奇·瓦舒金
- 苏联元帅格奥尔基·康斯坦丁诺维奇·朱可夫
- 苏联元帅谢苗·康斯坦丁诺维奇·铁木辛哥
- 苏联元帅瓦西里·伊万诺维奇·崔可夫
- 苏联元帅谢苗·米哈伊洛维奇·布琼尼
- 苏联元帅瓦西里·康斯坦丁诺维奇·布柳赫尔
- 苏联元帅鮑里斯·米哈伊洛維奇·沙波什尼科夫
- 苏联元帅亚历山大·米哈伊洛维奇·华西列夫斯基
- 苏联元帅伊万·斯捷潘诺维奇·科涅夫
- 苏联元帅列昂尼德·亚历山德罗维奇·戈沃罗夫
- 苏联元帅康斯坦丁·康斯坦丁诺维奇·罗科索夫斯基
- 苏联元帅罗季翁·雅科夫列维奇·马利诺夫斯基
- 苏联元帅费奥多尔·伊万诺维奇·托尔布欣
- 苏联元帅基里尔·阿法纳西耶维奇·梅列茨科夫
- 苏联元帅瓦西里·丹尼洛维奇·索科洛夫斯基
- 苏联元帅安德烈·安东诺维奇·格列奇科
- 苏联元帅安德烈·伊万诺维奇·叶廖缅科
- 苏联元帅基里尔·谢苗诺维奇·莫斯卡伦科（英语：Kirill Moskalenko）
- 苏联元帅马特维·瓦西里耶维奇·扎哈罗夫
- 海军上将Arseniy 格里奥利耶维奇·戈洛夫科（英语：Arseniy Golovko）
- 海军上将弗拉基米尔·菲利普维奇·特里布茨（英语：Vladimir Tributs）
- 海军上将Gordey 伊万诺维奇·列夫申科（英语：Gordey Levchenko）
- 海军上将菲利普·谢尔盖耶维奇·奥克佳布里斯基
- 大将伊万·叶菲莫维奇·彼得罗夫
- 中将伊万·瓦西里耶维奇·潘菲洛夫
- 苏联元帅帕维尔·费多罗维奇·巴季茨基
- 大将伊万·弗拉基米洛维奇·秋列涅夫
- 海军上将伊万·德米特里耶维奇·帕帕宁（英语：Ivan Papanin）